# Allie MacDonald
Alexandra "Allie" MacDonald (nascida em 17 de setembro de 1988) é uma atriz canadense. Ela é mais conhecida por seu papel como Eva: Score: A Hockey Musical (2010). Ela já apareceu em filmes independentes, curtas-metragens e comerciais de televisão. Ela estrelou nos filmes The Barrens,  com Stephen Moyer, Mia Kirshner e em House at the End of the Street (2012), com Elisabeth Shue e Jennifer Lawrence.
Ela já cantou em jogos de hóquei.